# Byrsonima variabilis
Byrsonima variabilis é uma espécie de  planta do gênero Byrsonima e da família Malpighiaceae.

## Taxonomia
O seguinte sinônimo já foi catalogado:  
- Byrsonima lancifolia  A.Juss.

## Forma de vida
É uma espécie terrícola e arbustiva.

## Descrição
Arbusto de 0,5-1 m de altura., chegando até pequenas árvores de 2,0-3,5 m de altura, com caule aéreo. Estípulas de 3,0 mm de comprimento, triangulares. Folhas com pecíolo de 0,4-0,6 cm de comprimento; lâmina de 5-11,5 x 2-5 cm, elíptica, ovais, obovais a
ovolanceoladas, ápice agudo, obtuso a arredondado, base aguda, obtusa a
arredondada, margem revoluta; face adaxial glabra a esparsamente velutina e face
abaxial densamente velutina, tricomas castanhos a ferrugíneos.
Tirsos, 1-2 flores por
cincínio, 4,5-15,0 cm de comprimento; brácteas 5-7,5 x 1,5-2 mm lanceoladas, ápices obtusos; pedúnculo séssil; bractéolas 2,5-4,5
x 1,0-1,5 mm, triangulares; pedicelos 1,0-1,5 mm de comprimento Sépalas com cerca de. 2,0 x 2,5 mm, ápices
arredondados, ambas
as faces pilosas. Pétalas laterais amarelas ou alvas e pétala posterior amarela. Filetes com 2,5-3 mm de comprimento, hirsutos na base; conectivos
1-1,5 mm de comprimento, não ultrapassando as anteras ou pouco ultrapassando, anteras
1,5-2,5 mm compr, glabras, lanceoladas. Ovário 1,5-2 mm de comprimento,
glabro; estiletes 3-4 mm de comprimento Drupas com cerca de 6,0 mm de diametro, globosas, glabras .

## Conservação
A espécie faz parte da Lista Vermelha das espécies ameaçadas do estado do Espírito Santo, no sudeste do Brasil. A lista foi publicada em 13 de junho de 2005 por intermédio do decreto estadual nº 1.499-R.

## Distribuição
A espécie é endêmica do Brasil e encontrada nos estados brasileiros de Bahia, Minas Gerais, Rio de Janeiro e São Paulo.
A espécie é encontrada nos  domínios fitogeográficos de Cerrado e Mata Atlântica, em regiões com vegetação de campos rupestres e vegetação sobre afloramentos rochosos.